# Izarfán
Izarfán (en árabe: إزرفاكن‎, en francés: Izerfanène) es una localidad marroquí perteneciente al municipio de Tasaguín, en la región Oriental. Desde 1912 hasta 1956 perteneció a la zona norte del Protectorado español de Marruecos.